# 英也尔乡 (英吉沙县)
英也尔乡，是中华人民共和国新疆维吾尔自治区喀什地区英吉沙县下辖的一个乡镇级行政单位。

## 行政区划
英也尔乡下辖以下地区：
坎居特村、戈尔艾其克村、砍特艾日克村、瓦普艾日克村、琼艾日克村、莫木鲁克阔坦村、塔勒克村、库尔干村、墩克什拉克村和荒地村。